# Roger Excoffon
Pour les articles homonymes, voir Excoffon.
Roger Excoffon, né le 7 septembre 1910 à Marseille et mort le 31 mai 1983 à Neuilly-sur-Seine, est un graphiste, typographe, créateur de caractères typographiques français.

## Biographie
Après des études de droit à Aix-en-Provence, il fait des études de peinture à Paris et installe son atelier de graphiste en 1947. Il est cofondateur de l’agence de publicité U+O (Urbi et Orbi), et conseiller artistique de la Fonderie Olive, à Marseille, pour qui il réalise les caractères typographiques qui marquent la typographie française des années 1950 et années 1960 : Chambord (1945), Vendôme (1952), Banco (1951), Mistral (1953), Choc (1955), Diane (1956), Calypso (1958), et les Antique Olive (1962-1966) que l’on retrouve dans les logotypes qu’il réalise pour Air France ou la SNCF.
Il réalise en même temps de nombreuses affiches, basées sur son graphisme personnel, élégant et nerveux (Air France, SNCF, Bally, Dunlop, Sandoz…).
En 1968, il réalise le logo et les pictogrammes des Xe Jeux olympiques d’hiver, à Grenoble, à la demande du Comité d'organisation et du Général De Gaulle. En 1972, il fonde l’agence Excoffon Conseil. Il meurt en mai 1983.
Il co-fonde l'Académie Nationale des Arts de la Rue (ANAR) en 1975 avec notamment Marcel Bleustein-Blanchet, Jacques Dauphin, Christian Chavanon, Paul Delouvrier, Georges Elgozy, Maurice Cazeneuve, Abraham Moles, ou encore André Parinaud.
Gérard Blanchard, François Ganeau et José Mendoza y Almeida ont travaillé pour lui, notamment dans le cadre de création de caractères de la Fonderie Olive.
Il a collaboré aux revues Le Courrier graphique, Typographica, Esthétique industrielle, Techniques graphiques…

Antique Olive
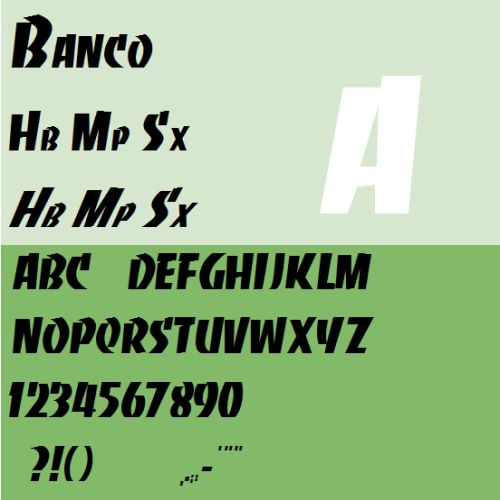
Banco
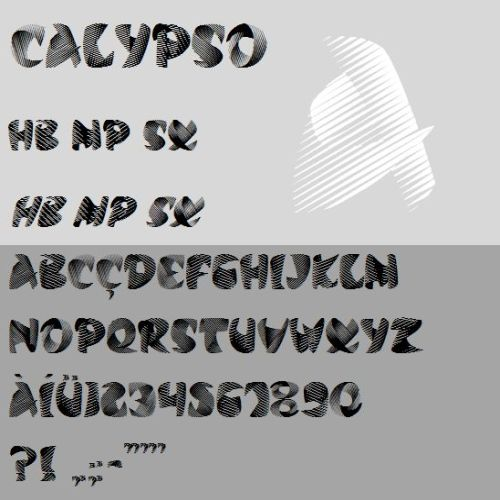
Calypso
Choc
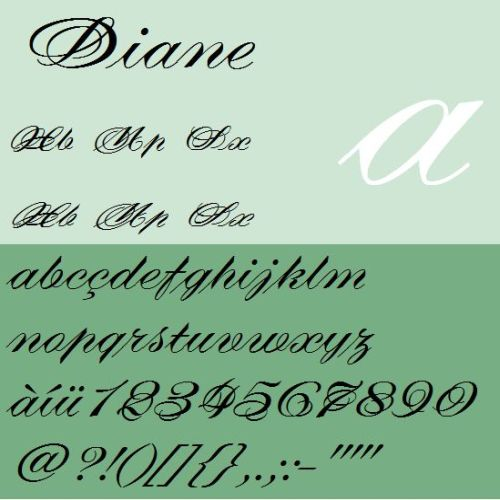
Diane
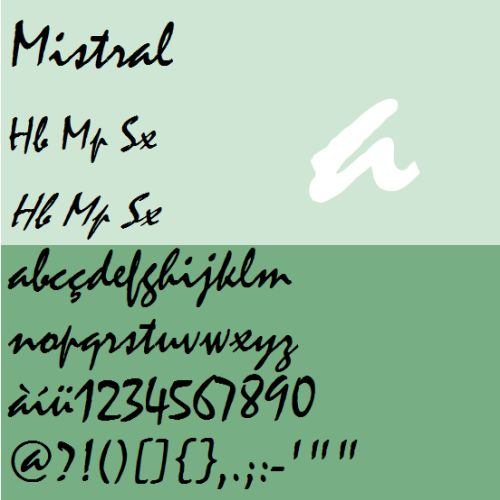
Mistral